# Blohm & Voss Ha 137
Die Blohm & Voss Ha 137 war ein deutsches leichtes Sturzkampfflugzeug des Flugzeugherstellers  Hamburger Flugzeugbau GmbH, einer Tochter der Schiffswerft Blohm & Voss.

## Geschichte
Die Maschine ging aus dem Konstruktionswettbewerb vom Sommer 1934 hervor, bei dem, auf Anregung von Ernst Udet, von der Entwicklungsgruppe des Technischen Amtes im Reichsluftfahrtministerium ein leichtes, einsitziges Sturzkampfflugzeug verlangt worden war. An der Ausschreibung nahmen außer der Ha 137 Fieseler mit der Fi 98 und Henschel mit der Hs 123 teil, von denen am Ende der Entwurf von Henschel siegte. Die gleichzeitig, aber völlig unabhängig davon laufende Ausschreibung für ein schweres, zweisitziges Sturzkampfflugzeug, für die Arado die Ar 81, Heinkel die He 118 und Junkers die Ju 87 entwickelten, hat hiermit nichts zu tun. Beide Vorgänge werden aber in der Literatur häufig nicht klar getrennt. 
Die Entwicklung der Ha 137 begann im Juni 1934 unter der Leitung von Richard Vogt. Schon am 1. Januar 1935, vor dem Erstflug, wurde durch das RLM die Fertigung von 343 Exemplaren beschlossen. Der Erstflug der Ha 137 V1 D-ITEK mit Testpilot (damals als „Einflieger“ bezeichnet) Helmut Wasa Rodig fand am 18. Januar 1935 in Fuhlsbüttel statt, gefolgt von dem der V2 D-IXAX am 13. Mai 1935. Die erste Maschine (Kennzeichen D-ITEK, Werknummer 107) war mit einem BMW-132-Sternmotor ausgerüstet und die ersten Erprobungen verliefen reibungslos. Einziges Problem war das Fehlen von Landeklappen, was zu hohen Landegeschwindigkeiten von über 120 km/h führte. Nach den ersten Versuchsflügen durch den Hersteller bestellte das RLM 16 Vorserienexemplare. Der dritte Prototyp V3 (Kennzeichen D-IZIQ, Werknummer 103) flog am 13. April 1935 und war mit einem Rolls-Royce-Kestrel-Reihenmotor ausgerüstet. Einen knappen Monat später, am 13. Mai 1935 flog auch die V2 (Kennzeichen: D-IXAX, Werknummer 108), die wie die V1 einen BMW-132-Motor besaß. Der vierte Prototyp schließlich flog am 11. November 1935 und war mit einem Jumo 210-Reihenmotor ausgerüstet.
Die Luftwaffe erprobte das Muster unabhängig vom Hersteller an der Erprobungsstelle der Luftwaffe in Rechlin. Dabei wurden vier Prototypen und die erste Vorserienmaschine eingesetzt. Hierbei wurden erhebliche Mängel festgestellt. Unter anderem wurden mangelnde Stabilität um die Querachse, unausgewogene Ruderkräfte und Abkippen in steilen Kurven festgestellt. Die Anzahl der insgesamt gebauten Maschinen wird in der Literatur unterschiedlich angegeben. Überwiegend werden sechs Prototypen als gesichert betrachtet, über die Zahl der gebauten Vorserienmaschinen Ha 137 A-0 (16 geplant, als Kennzeichen sind D-IBGI und D-IONU bekannt) und Ha 137 B-0 (D-IFOE und D-IUXU bekannt) herrscht Uneinigkeit.

## Konstruktion

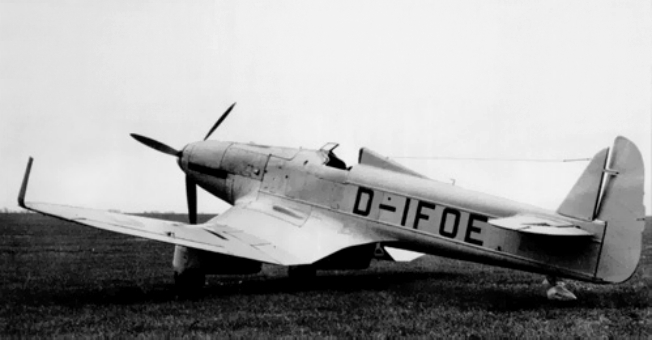
Seitenansicht der Ha 137

Die Ha 137 ähnelte stark dem vorher von Konstrukteur Richard Vogt 1933 in Japan bei Kawasaki konstruierten Jagdeinsitzer Ki-5. Sie war wie dieser ein freitragender Tiefdecker mit Knickflügeln in Ganzmetallbauweise, deren Besonderheit der von Richard Vogt bei allen seinen dann noch folgenden Entwürfen verwendete Rohrholm war, der gleichzeitig als Kraftstoffbehälter diente. Das Fahrwerk hatte eine Hosenbeinverkleidung, in der oben auch die beiden starr eingebauten MG 17 bzw. MG FF untergebracht waren. Der Pilot saß in einem offenen Cockpit.

## Nutzung
Aufgrund der nicht zufriedenstellenden Flugeigenschaften und des Verlierens der Ausschreibung des RLM wurden die gebauten Ha 137 vornehmlich als Täuschobjekte auf Scheinflughäfen verwendet. Heute ist kein Exemplar mehr erhalten.

## Technische Daten
| Kenngröße             | Daten (Ha 137 B-0)                                   |
| --------------------- | ---------------------------------------------------- |
| Besatzung             | 1                                                    |
| Spannweite            | 11,15 m                                              |
| Länge                 | 9,47 m                                               |
| Höhe                  | 4,0 m                                                |
| Flügelfläche          | 23,5 m²                                              |
| Flügelstreckung       | 5,3                                                  |
| Flächenbelastung      | 103 kg/m²                                            |
| Leistungsbelastung    | 4,5 kg/PS                                            |
| Flächenleistung       | 23 PS/m²                                             |
| Nutzlast              | 600 kg                                               |
| Rüstmasse             | 1815 kg                                              |
| max. Startmasse       | 2415 kg                                              |
| Marschgeschwindigkeit | 290 km/h in 2000 m Höhe                              |
| Höchstgeschwindigkeit | 330 km/h in 2000 m Höhe                              |
| Landegeschwindigkeit  | 105 km/h                                             |
| Steigzeit             | 9 min auf 4000 m Höhe                                |
| Dienstgipfelhöhe      | 7000 m                                               |
| Reichweite            | 580 km                                               |
| Triebwerke            | 1 × Junkers Jumo 210C, 640 PS (471 kW) Startleistung |